# Futbol Club Barcelona 1994-1995

## Rosa
| N. |                   | Ruolo | Calciatore                    |
| -- | ----------------- | ----- | ----------------------------- |
|    | Spagna (bandiera) | C     | Josep Guardiola               |
|    | Spagna (bandiera) | P     | Carles Busquets               |
|    | Spagna (bandiera) | D     | Albert Ferrer                 |
|    | Spagna (bandiera) | D     | Sergi Barjuan                 |
|    | Spagna (bandiera) | A     | Xavier Escaich                |
|    | Spagna (bandiera) | C     | Roger García                  |
|    | Spagna (bandiera) | C     | Óscar                         |
|    | Spagna (bandiera) | C     | Guillermo Amor                |
|    | Spagna (bandiera) | D     | Miguel Ángel Nadal            |
|    | Spagna (bandiera) | C     | José Mari Bakero              |
|    | Spagna (bandiera) | C     | Francisco Javier Sánchez Jara |
|    | Spagna (bandiera) | C     | Aitor Begiristain             |
|    | Spagna (bandiera) | D     | Eusebio Sacristán             |
|    | Spagna (bandiera) | P     | Jesús Angoy                   |

| N. |                        | Ruolo | Calciatore       |
| -- | ---------------------- | ----- | ---------------- |
|    | Spagna (bandiera)      | P     | Julen Lopetegui  |
|    | Spagna (bandiera)      | D     | Abelardo         |
|    | Spagna (bandiera)      | C     | Iván Iglesias    |
|    | Spagna (bandiera)      | C     | Albert Celades   |
|    | Spagna (bandiera)      | C     | José Mari        |
|    | Spagna (bandiera)      | A     | Xabier Eskurza   |
|    | Spagna (bandiera)      | A     | Óscar Arpón      |
|    | Paesi Bassi (bandiera) | D     | Ronald Koeman    |
|    | Paesi Bassi (bandiera) | C     | Jordi Cruijff    |
|    | Bulgaria (bandiera)    | A     | Hristo Stoichkov |
|    | Brasile (bandiera)     | A     | Romário          |
|    | Spagna (bandiera)      | C     | Luis Cembranos   |
|    | Romania (bandiera)     | C     | Gheorghe Hagi    |
|    | Russia (bandiera)      | A     | Igor Korneyev    |

### Staff tecnico
- Allenatore:  Johan Cruijff